# Lawrence Eugene Brandt

Bischofswappen von Lawrence Eugene Brandt

Lawrence Eugene Brandt (* 27. März 1939 in Charleston, West Virginia; † 8. Juni 2025) war ein US-amerikanischer Geistlicher, Diplomat des Heiligen Stuhls und römisch-katholischer Bischof von Greensburg.

## Leben
Lawrence Brandt schloss seine Highschool- und College-Ausbildung am Päpstlichen Kolleg Josephinum in Columbus, Ohio, ab und absolvierte sein Philosophiestudium an der Universität Innsbruck, wo er 1966 einen Doktortitel in Philosophie erwarb. Er studierte zudem an der Sorbonne Université in Paris und an der Universität Florenz und schloss sein Theologiestudium an der Päpstlichen Universität Gregoriana in Rom mit einem Aufenthalt am Päpstlichen Nordamerika-Kollegs ab. Ein weiteres Doktoratsstudium des Kirchenrechts an der Päpstlichen Lateranuniversität in Rom schloss er 1983 mit dem J.C.D.-Titel ab. Der Rektor des Päpstlichen Nordamerika-Kollegs, James Aloysius Hickey, weihte ihn am 19. Dezember 1969 im Petersdom zum Priester.
Er absolvierte die Päpstliche Diplomatenakademie in Rom und wurde anschließend 1973 in den diplomatischen Dienst des Vatikans an die Päpstliche Nuntiatur (Botschaft des Vatikans) in Tananarive, Madagaskar, und später an die Nuntiaturen in Bonn (Deutschland), Quito (Ecuador), und Algier (Algerien), entsandt. Von Papst Paul VI. wurde er 1974 zum Kaplan Seiner Heiligkeit mit dem Titel Monsignore ernannt und 1977 vom Bundespräsidenten der Bundesrepublik Deutschland mit dem Bundesverdienstkreuz erster Klasse für seine Rolle bei der Aushandlung eines Abkommens zwischen dem Heiligen Stuhl und der Bundesrepublik Deutschland ausgezeichnet. Papst Johannes Paul II. ernannte ihn am 12. November 1991 zum Ehrenprälaten. Während seiner Tätigkeit als Diplomat im Vatikan wurde er 1973 von Jérôme Rakotomalala, dem Erzbischof von Tananarive, zum Pfarrer der anglo-amerikanischen Pfarrei in Tananarive, Madagaskar, und 1979 von Kardinal Léon-Étienne Duval, dem Erzbischof von Algier, zum Pfarrer der italienischen Pfarrei in Algier ernannt.
Nach seiner Rückkehr in das Bistum Erie wurde er zum stellvertretenden Kanzler und Hausgeistlichen im Gannondale Residential Center for Girls, einer Rehabilitationseinrichtung für Jugendliche, ernannt und war von 1985 bis 1998 Mitglied des Beirats. 1984 wurde er zum Vizekanzler des Bistums ernannt. 1984 wurde er zum persönlichen Vertreter des Bischofs bei der Katholischen Konferenz von Pennsylvania ernannt und war Mitglied des Exekutivausschusses, des Verwaltungsrats und seit 1987 auch des Personalausschusses. Er wurde von den Bischöfen von Pennsylvania zum Vizepräsidenten der Katholischen Konferenz von Pennsylvania gewählt, dem höchsten Wahlamt der Konferenz, und zwar für drei aufeinanderfolgende Amtszeiten von 1987 bis 1993. Von Mai 1989 bis Januar 1990 war er amtierender Präsident der Katholischen Konferenz von Pennsylvania. Von 1990 bis 1998 wurde er zum Vertreter der Diözese in der Pennsylvania Conference on Interchurch Cooperation, dem landesweiten ökumenischen Gremium, ernannt.
Brandt wurde am 1. Januar 1991 zum Kanzler des Bistums Erie und zum Mitglied des Verwaltungskabinetts der Diözese ernannt. Im Jahr 1991 wurde er Mitglied des Priester-Ruhestandsausschusses. 1992 wurde er in den Vorstand der Catholic Charities im Bistum Erie, berufen. Er diente als Kirchenanwalt und Ehebandverteidiger am Diözesangericht. Am 16. Oktober 1995 wurde er zum Kaplan der Saint Thomas More Society ernannt, einer Berufsvereinigung für katholische Juristen. Von 1985 bis 1995 wurde Brandt in das Kuratorium der Gannon University gewählt, wo er von 1985 bis 1990 als stellvertretender Vorsitzender des Kuratoriums fungierte. Von 1985 bis 1990 war er Mitglied des Nominierungsausschusses des Kuratoriums, von 1990 bis 1995 war er Vorsitzender des Ausschusses für akademische Angelegenheiten und gehörte während seiner gesamten Amtszeit dem Exekutivausschuss des Kuratoriums an. Außerdem war er Mitglied des Presidential Evaluation Committee. Am 20. Oktober 1986 wurde er zum Mitglied des Board of Corporators der Saint Vincent Foundation for Health and Human Services in Erie ernannt.
Am 27. September 1997 wurde er von Kardinal Carlo Furno, dem Großmeister des Ordens, bei einer feierlichen Investitur in der St. Patrick’s Cathedral in New York City in den Ritterorden vom Heiligen Grab zu Jerusalem aufgenommen. Am 25. September 1999 wurde er in den Rang eines Großoffizier des Ritterordens vom Heiligen Grab erhoben. 2015 wurde er mit der Goldenen Palme von Jerusalem ausgezeichnet.
Papst Johannes Paul II. ernannte ihn am 2. Januar 2004 zum Bischof von Greensburg. Die Bischofsweihe spendete ihm der Erzbischof von Philadelphia, Justin Francis Rigali, am 4. März desselben Jahres; Mitkonsekratoren waren Anthony Gerard Bosco, Altbischof von Greensburg, und Donald Walter Trautman, Bischof von Erie.
Am 24. April 2015 nahm Papst Franziskus seinen altersbedingten Rücktritt an.